# Kathryn E. Granahan
Kathryn Elizabeth Granahan, née Kathryn Elizabeth O'Hay le 7 décembre 1894 à Easton (Pennsylvanie) et morte le 10 juillet 1979, est une femme politique américaine. Membre du Parti démocrate, elle est représentante de Pennsylvanie entre 1956 et 1963 puis trésorière des États-Unis entre 1963 et 1966.

## Biographie
Elle est diplômée du Mount St. Joseph Collegiate Institute (devenu le Chestnut Hill College) à Philadelphie (Pennsylvanie). Elle est superviseur de l'assistance publique au département du vérificateur général et officier de liaison entre ce département et le ministère de l'Assistance publique du Commonwealth de Pennsylvanie de 1940 à 1943. Elle est membre du conseil national du Woman's Medical College of Pennsylvania.
Elle est élue au Congrès des États-Unis en 1956, lors d'un scrutin spécial, afin de pourvoir le poste laissé vacant par la mort de son mari, William T. Granahan (en). À la Chambre des représentants, elle préside le sous-comité des opérations postales et travaille avec le ministre des Postes Arthur Summerfield afin de faire passer le projet de loi Granahan « pour saisir et détenir le courrier de toute personne soupçonnée de trafic d'obscénité ». Elle est déléguée à la Convention nationale du Parti démocrate de 1960. Elle n'est pas candidate à sa réélection en 1962.
Elle apparaît lors d'un épisode du jeu télévisé To Tell the Truth (en), en novembre 1963.
Après son mandat parlementaire, elle est nommée trésorière des États-Unis et est en poste entre 1963 et 1966. Elle meurt en 1979.